# Geogarypus canariensis
Espèce
Synonymes
- Garypus canariensis Tullgren, 1900

Geogarypus canariensis est une espèce de pseudoscorpions de la famille des Geogarypidae.

## Distribution
Cette espèce se rencontre en Espagne aux îles Canaries, au Portugal à Madère et au Maroc.

## Description
L'holotype mesure 1,63 mm.

## Systématique et taxinomie
Cette espèce a été décrite sous le protonyme Garypus canariensis par Tullgren en 1900. Elle est placée dans le genre Geogarypus par Beier en 1932.

## Étymologie
Son nom d'espèce, composé de canari[e] et du suffixe latin -ensis, « qui vit dans, qui habite », lui a été donné en référence au lieu de sa découverte, les îles Canaries.

## Publication originale
- Tullgren, 1900 : Chelonethi (Pseudoscorpiones) from the Canary and the Balearic Islands. Entomologisk Tidskrift, vol. 21, p. 157-160 (texte intégral).